# Ірано-ізраїльська війна
Ірано-ізраїльська війна 13-24 червня 2025 року, розпочалася, коли Ізраїль завдав раптових ударів по ключових військових і ядерних об'єктах Ірану. У перші години війни ізраїльські сили ліквідували деяких відомих військових командирів, ядерних науковців та політиків Ірану, а також знищили або пошкодили іранську систему ППО та низку ядерних і військових об'єктів. У відповідь Іран завдав ракетних ударів по військових об'єктах і містах Ізраїлю. Союзники Ірану — хусити з Ємену — також випустили кілька ракет по Ізраїлю, що стало продовженням кризи в Червоному морі. США, які захищали Ізраїль від іранських ракет і дронів, на дев'ятий день війни перейшли до наступу, завдавши ударів по трьох іранських ядерних об'єктах. Хусити розцінили удари США як «оголошення війни» і в односторонньому порядку розірвали режим припинення вогню зі Сполученими Штатами.
Конфлікт вважається ескалацією багаторічної ворожнечі між Ізраїлем та Іраном, включно з проксі-протистоянням, у ході якого Іран заперечував легітимність Ізраїлю та закликав до його знищення. Конфлікт також стався на тлі понад десятирічної міжнародної стурбованості щодо ядерної програми Ірану, яку Ізраїль вважає екзистенційною загрозою. У 2015 році шість країн уклали з Іраном ядерну угоду JCPOA, що передбачала скасування санкцій в обмін на замороження ядерної програми Ірану, але в 2018 році президент США Дональд Трамп в односторонньому порядку вийшов з угоди та знецінив її, після чого Іран почав накопичувати збагачений уран, а МАГАТЕ втратило більшість можливостей з моніторингу іранських ядерних об'єктів. Під час кризи на Близькому Сході, що почалася після Атаки 7 жовтня 2023 року та війни в Газі, Ізраїль завдав ударів по іранських проксі, таких як ХАМАС і Хезболла. Прямий конфлікт розпочався у квітні 2024 року, коли Ізраїль бомбив іранське консульство в Дамаску, внаслідок чого загинули високопосадовці Ірану, після чого країни обмінялися ударами в квітні та жовтні. За день до початку ізраїльських ударів у 2025 році МАГАТЕ визнало Іран порушником ядерних зобов'язань.
У відповідь на масовані ізраїльські повітряні удари, які були найпотужнішими за всю історію між Іраном та Ізраїлем, Іран та його союзники, зокрема хусити в Ємені, завдали ударів по ізраїльських і американських цілях у регіоні. Війна спричинила десятки тисяч жертв: тисячі було вбито чи поранено безпосередньо в Ірані, включно з цивільними та урядовцями, зруйновано інфраструктуру ядерних об'єктів, енергосистем і командних центрів. У відповідь Іран завдав ударів по Тель-Авіву, Єрусалиму, ізраїльських військових базах, а також по американських об'єктах у Перській затоці та Іраку. Китай, Росія, ЄС, Єгипет, Йорданія та інші закликали до негайного припинення бойових дій, однак Рада Безпеки ООН не змогла ухвалити резолюцію через суперечності між постійними членами.
Аналітики зазначають, що конфлікт має потенціал перерости в масштабну регіональну війну, оскільки обидві сторони й далі обмінюються ударами, а проксі-сили, як-от Хезболла, шиїтські ополчення та хусити, активізували атаки по ізраїльських та американських цілях. Також фіксуються кібератаки, диверсії, знищення нафтопереробної інфраструктури і порушення судноплавства у Червоному морі та Ормузькій протоці.
Юристи-міжнародники розцінили ізраїльські удари як порушення міжнародного права, аналогічної позиції дотримуються Болівія, Бразилія, Китай, Куба, Росія та Південна Африка. Початкові удари Ізраїлю засудили країни з усього ісламського світу, зокрема Єгипет, Йорданія, Пакистан, та Туреччина. Натомість Німеччина, Україна та США схвалили удари Ізраїлю й закликали Іран якнайшвидше погодитися на ядерну угоду. Низка країн Заходу засудила насильство й закликала Ізраїль та Іран до деескалації, тоді як Аргентина, Канада, Франція та Велика Британія  заявили про підтримку дій Ізраїлю, наголосивши, що він «мав право на самооборону». Росія, зі свого боку, заявила, що Іран має право на самооборону. Організація Об'єднаних Націй висловила занепокоєння та закликала до стриманості.
23 червня Трамп заявив, що Ізраїль та Іран погодилися на припинення вогню. Попри початкові порушення з боку як Ірану, так і Ізраїлю, станом на 25 червня режим припинення вогню зберігається.